# Santiago Martínez Caro
Santiago Martínez Caro (Sevilla, 30 de noviembre de 1926-31 de mayo de 2001) fue un diplomático y escritor español.

## Biografía
Estudió en la Universidad de Columbia y obtuvo el doctorado en derecho.
Se casó con María Dolores de la Concha-Castañeda y Ortiz-Repiso y tuvieron tres hijos. Uno de ellos, Santiago Martínez-Caro de la Concha-Castañeda; también es diplomático. 
En 1977 ocupó brevemente la Secretaría de la Casa de Su Majestad el Rey.Posteriormente, de 1977 a 1984 fue el embajador de España en Turquía.
Recibió la Cruz de Honor de la Orden de San Raimundo de Peñafort en 1973.